# Alice dans tous ses états
Pour plus de détails, voir Fiche technique et Distribution.
Alice dans tous ses états 
(Alice Upside Down) est une comédie franco-américaine réalisée par Sandy Tung (en) en 2007 et produite par Disney pour la télévision.
On y retrouve, entre autres, Lucas Grabeel (High School Musical), Alyson Stoner (Camp Rock) et Luke Perry (Beverly Hills 90210).

## Synopsis
Alice McKinley doit déménager avec son père et son frère loin de sa ville natale et de ses souvenirs de sa défunte mère. Dès son arrivée, Alice obtient une réputation de maladroite, un peu sotte. Alice enchaine les catastrophes, en particulier en se présentant pour jouer le rôle de la princesse dans la comédie musicale « la princesse et la grenouille ». Elle se ridiculise une fois de plus avec sa prestation de chanteuse. Elle qui aurait tant voulu impressionner Mademoiselle Cole la merveilleuse professeure qu'elle n'a pas eue. De plus Pamela Jones en profite pour lui en mettre plein la vue, Alice se retrouve donc dans le rôle d'une grenouille. Alice pensait pourtant être comme dans la vie qu'elle s'invente ; belle, aimée de tous, et merveilleuse chanteuse. Peu à peu celle-ci découvre ses véritables amis dont une en particulier Mrs Plotkin sa professeure. Malgré ces aventures, Alice apprécie sa nouvelle vie et accepte que son père ait rencontré une femme autre que sa mère…

## Distribution
- Alyson Stoner (V.Q. : Catherine Brunet) : Alice McKinley
- Lucas Grabeel (V.Q. : Nicholas Savard L'Herbier) : Lester McKinley
- Luke Perry (V.Q. : Martin Watier) : Ben McKinley
- Penny Marshall (V.Q. : Chantal Baril) : Mme Plotkin
- Dylan McLaughlin (en) : Patrick Loughton
- Parker McKenna Posey : Elisabeth Price
- Bridgit Mendler: Pamela Jones
- Ann Dowd : Tante Sally
- Ashley Eckstein (V.Q. : Aline Pinsonneault) : Mlle Cole

Source et légende : Version québécoise (V.Q.) sur Doublage Québec.